# Mezőkövesd
Mezőkövesd – miasto komitatu Borsod-Abaúj-Zemplén (16,6 tys. mieszkańców w I 2011) w północnych Węgrzech, położone 50 km na południowy zachód od Miszkolca i 15 km na południowy wschód od Egeru. Miasto znajduje się przy autostradzie M3.
Stolica regionu Matyó, ośrodek folkloru, uzdrowisko (kąpieliska lecznicze), liczne muzea.
W mieście jest stacja kolejowa Mezőkövesd.

## Historia
Teren jest zamieszkany od czasów wędrówki ludów. Przypuszczalnie osada została spustoszona przez Mongołów.
W XIII wieku Mezőkövesd był najbardziej wysuniętym na południe miastem należącym do księstwa Diósgyőr. W 1464 miasto uzyskało pieczęć i przywileje od króla Macieja, od węgierskiej wersji imienia króla pochodzi przypuszczalnie nazwa ludu Matyó zamieszkującego okolice Mezőkövesdu.
W 1544 miasto okupowali Turcy. W 1552 podczas tureckiej okupacji Egeru, miasto zostało całkowicie zniszczone. Po odbudowie, w trakcie bitwy pod Mezőkeresztesem w 1596 miasto zostało ponownie zniszczone i przez  blisko sto następnych  lat nie było odbudowane.
W 1784 miasto wyswobodziło się z zależności feudalnych. W kolejnych latach miasto rozkwitło. W 1860 doprowadzono do miasta kolej żelazną.
W 1938 Lajos Zsóry odkrył źródła termalne ok. 3 km od centrum miasta. Wokół źródeł zbudowano szereg basenów. Temperatura wody w basenach jest zróżnicowana (najwyższa wynosi około +42 °C). Wybudowano także basen pływacki o długości 25 m. Basen ten jest przykryty drewnianym dachem w kształcie odwróconej łodzi.
Miasto odzyskało utracone w XIX wieku prawa miejskie w 1973 r.

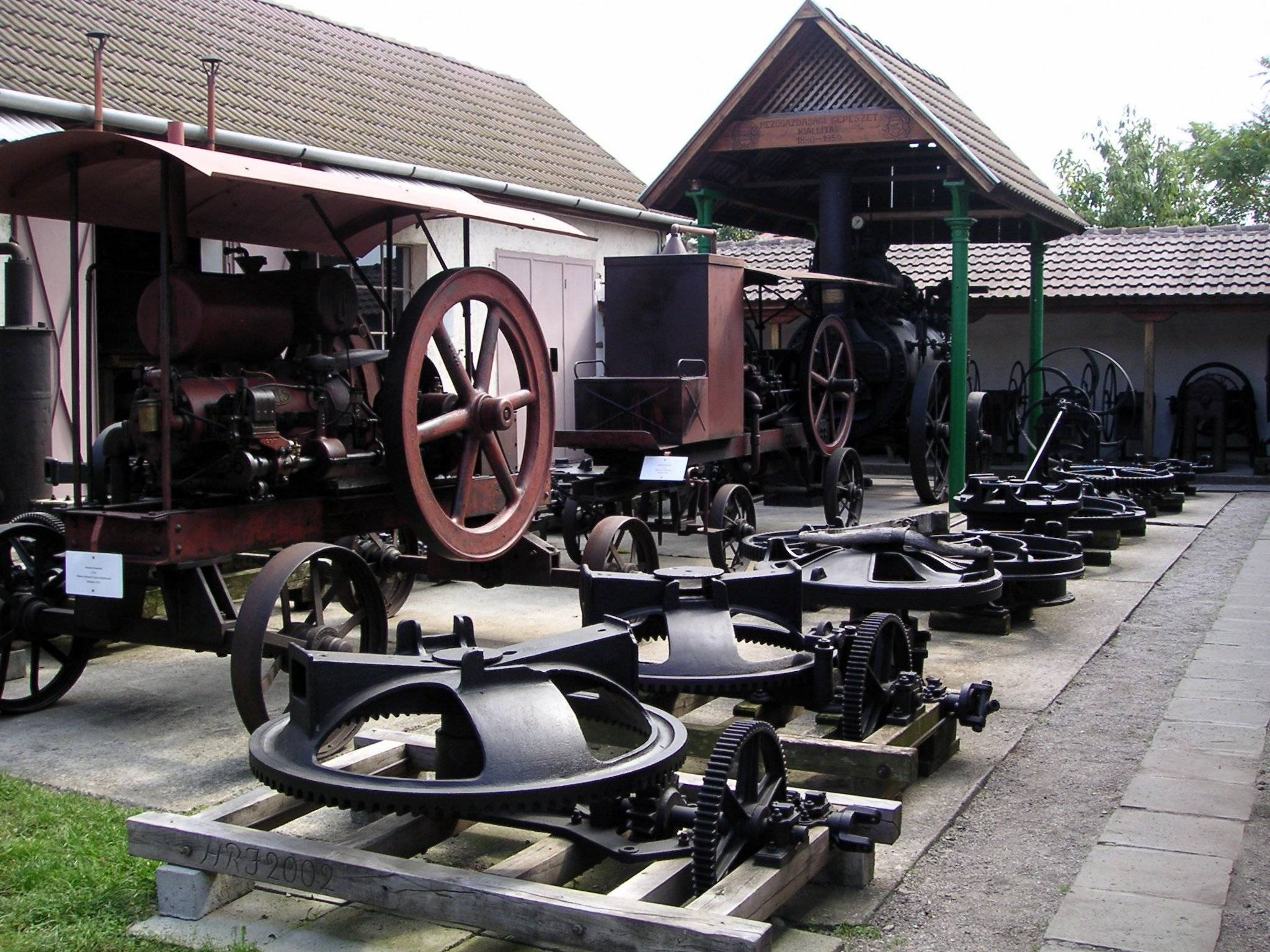
Muzeum maszyn rolniczych w Mezőkövesd

## Zabytki
- barokowy kościół św. Władysława z XVIII w. z XIV-wieczną gotycką kaplicą Kościół św. Władysława
- Hadas - skansen miejski
- gimnazjum św. Władysława
- Muzeum Regionu Matyó
- Museum Rolnictwa

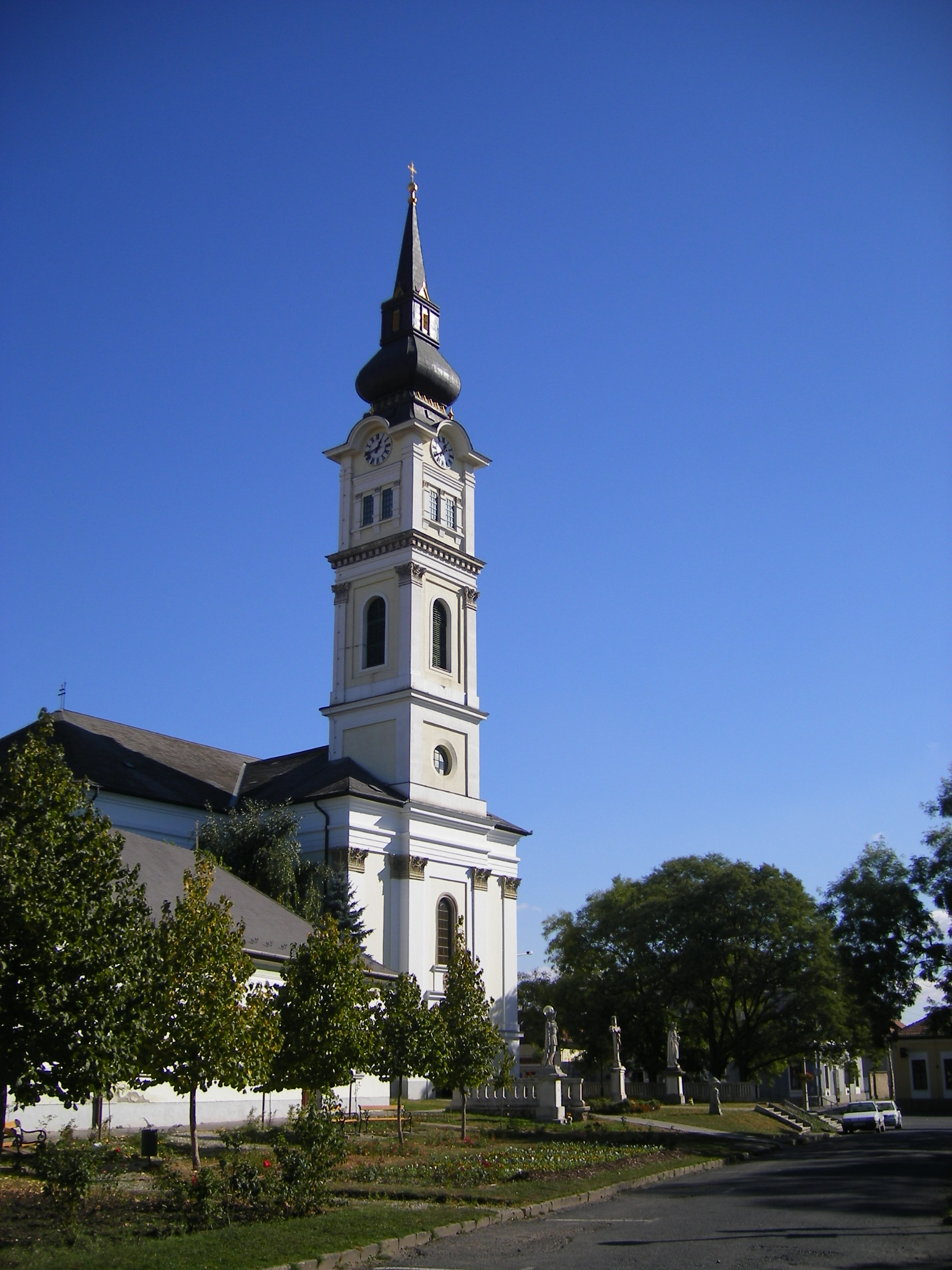
Kościół św. Władysława

Kąpielisko Leczniczo-Rekreacyjne Zsory liczącym sobie już ponad 70 lat.

## Miasta partnerskie
- Żory
- Bad Salzungen
- Rüdesheim am Rhein
- Wynohradiw
- Târgu Secuiesc